# Patch (Unix)
patch — программная утилита Unix, предназначенная для переноса правок (изменений) между разными версиями текстовых файлов. Информация о правке обычно содержится в отдельном файле, называемом «заплаткой», «правкой» или «файлом правки» («патч-файле» — англ. patch file). Подобный файл, как правило, создается с помощью другой утилиты Unix — diff, позволяющей автоматически извлечь информацию о различиях в тексте файлов.

## История
Оригинальная версия программы patch была написана Ларри Уоллом, будущим автором Perl. Сегодня программа patch является частью проекта GNU и поддерживается FSF.

## Использование
В то время как исходным предназначением программы был перенос различий между версиями файлов программ (так, что программист, внесший в свою программу полезные изменения, мог поделиться этими изменениями с другими программистами, использующими предыдущие версии кода), patch может использоваться для переноса различий между любыми двумя текстовыми файлами, включая, но не ограничиваясь, программную документацию, html-файлы и так далее.
«Файлы правок», или «патчи», или, неформально, «заплатки», используемые утилитой patch («patch files», «patches»), являются текстовыми файлами специального формата. В отличие от них, существуют также бинарные файлы сходного назначения, однако последние, как правило, не имеют ничего общего с утилитой patch и связаны с задачами внесения изменений в бинарные (нетекстовые) файлы, в том числе — исполняемые файлы программ.

## Содержимое файлов-патчей
Файлы являющиеся результатом работы diff, имеют определенный формат, удобный, в том числе, для чтения и внесения правок «вручную» самим пользователем.
Пример содержимого такого файла:
```
--- a/path/to/file	2021-01-26 22:55:55.288371691 +0300

+++ b/path/to/file	2021-01-26 22:58:31.790414616 +0300

@@ -1,5 +1,8 @@

+#include <stdio.h>

+

 
int

-main(void)

+main(int argc, char** argv)

 
{

+	printf("%s: Example `diff` usage;\n", __FILE__);

 
	return 0;

 
}

```

На строке, начинающейся с тройного знака «минус» (в простейшем случае - первая строка), указан относительный путь к оригинальному файлу и время последних изменений. Затем на следующей строке после тройного знака «плюс» указан относительный путь и время последних изменений финальной версии файла, используемой для создания патча.
Далее, на строке, начинающейся и заканчивающейся двойным символом «@», после знака «минус» указан номер строки начала приведенного участка текста и количество строк, которое этот участок занимал в старой версии файла, а после знака «плюс» - аналогичные характеристики участка в новом файле. Ниже приводится сам участок, где вначале каждой строки добавлен пробел, если строка не менялась, «минус» - если она отсутствует в новом файле, и, соответственно, «плюс» - если эта строка была добавлена.
В приведенном выше примере файла присутствует только один такой сегмент, однако их может быть любое количество. Кроме того, патч может содержать сведения об изменениях, внесенных в другие файлы, если команда diff применялась к директории.
Очень часто создание патчей происходит в контексте использования какой-либо системы контроля версий. Если файл изменений создавался средствами одной из них, например git, то формат принципиально отличаться не будет, в нем просто может оказаться дополнительная, избыточная для утилиты patch, информация.

## Пример использования
Для создания патча, или файла правки, с помощью утилиты diff выполните в командной строке:
```
  
$
 
diff
 
-u
 
старый_файл
 
новый_файл
 
>
 
разница.diff

  
# ключ -u указывает программе diff выдавать разницу в так называемом "стандартном" ("унифицированном") формате

```

Чтобы применить полученный патч, выполните следующую команду:
```
 $ patch < разница.diff
```

Выполнение последней команды перенесёт разницу из нового файла в старый, обновив старый файл (если старый файл не будет найден по заданному пути, программа выдаст ошибку).
Патч можно «откатить», то есть отменить, передав программе patch ключ -R:
```
 $ patch -R < разница.diff
```

Как правило, утилита patch способна правильно обновить файл и в том случае, когда он несколько изменился (например, был отредактирован в области, не перекрывающейся с областью применения текущей «заплатки»).
Для этого утилита patch использует «контекст» — несколько строчек, соседних с областью применения патча, хранящихся в файле правки наряду с другой информацией о замене.
Однако в случае существенного расхождения файла, к которому применяется («накладывается») патч, и исходного файла, использовавшегося при создании патча, корректность применения патча, вообще говоря, не гарантируется.

## Портирование (перенос на другие платформы)
Созданная для применения на Unix-системах, утилита patch была впоследствии перенесена на платформу Windows и некоторые другие. Версии patch для Windows можно найти в пакетах GnuWin32 и UnxUtils, а также в среде Cygwin.